# فورت‌آن
فورت‌آن (به فرانسوی: Fortan) یک کمون در فرانسه است که در canton of Savigny-sur-Braye واقع شده‌است. فورت‌آن ۵٫۹۸ کیلومتر مربع مساحت دارد ۱۱۶ متر بالاتر از سطح دریا واقع شده‌است.